# Ludowo-Demokratyczna Republika Jemenu na Letnich Igrzyskach Olimpijskich 1988
Reprezentacja Ludowo-Demokratycznej Republiki Jemenu pierwszy i jedyny raz na letnich igrzyskach olimpijskich wystąpiła w Seulu w 1988 roku. W skład ówczesnej reprezentacji weszło pięciu sportowców w dwóch dyscyplinach sportu.
Na tych samych igrzyskach występowała reprezentacja Jemeńskiej Republiki Arabskiej, z którą Ludowo-Demokratyczna Republika Jemenu połączyła się w 1990 roku i na igrzyskach w 1992 roku wystąpili reprezentanci już zjednoczonego Jemenu.

## Wyniki

### Boks
Ali Mohamed Jaffer przegrał w I rundzie wagi piórkowej (do 57 kg) z Tajem Wangchai Pongsri przez RSC w pierwszej rundzie pojedynku.
W wadze muszej (do 51 kg) wystąpił Mohamed Mahfood Sayed, który w I rundzie miał wolny los, a w drugiej przegrał przez KO z Ugandyjczykiem Emmanuelem Nsubugą.

### Lekkoatletyka
Ehab Fuad Ahmed Nagi osiągnął 99. czas eliminacji biegu na 100 metrów (11,53 s; wyprzedził tylko jednego rywala). Wygrał Amerykanin Carl Lewis.
Na dystansie dwukrotnie dłuższym Sahim Saleh Mehdi osiągnął 69. (przedostatnie) czas eliminacji. Wygrał Amerykanin Joe Deloach.
W eliminacjach biegu na 5000 metrów Farook Ahmed Saeed zajął 52. (15:50,91 min) miejsce wśród 55 biegaczy. Wygrał Kenijczyk John Ngugi.